# Westdeutscher Basketball-Verband
Der Westdeutsche Basketball-Verband e. V. (kurz WBV) ist der Zusammenschluss der Basketballvereine bzw. Sportvereine mit Basketball-Abteilungen in Nordrhein-Westfalen. Der WBV ist wie die übrigen Landesverbände Mitglied des Deutschen Basketball Bundes (DBB).

## Allgemeines
Der Westdeutsche Basketball-Verband ist der nach Mitgliedsvereinen und aktiven Spielern größte Landesverband des DBB und für den Spielbetrieb Senioren- sowie Jugendligen oberhalb der Kreisligen in Nordrhein-Westfalen zuständig und außerdem verantwortlich für die Ausbildung von Trainern und Schiedsrichtern innerhalb seines Geltungsbereiches.
Bis 2009 führte Hans-Günter Schmitz den Verband als Vorsitzender. Von 2009 bis 2015 war Klaus-Rüdiger Biemer lang Vorsitzender des WBV, sein Nachfolger wurde am 21. Juni 2015 Uwe Plonka. Plonkas Stellvertreter ist seit Juni 2013 Joseph Kattur.
Der Verband hat seine Geschäftsstelle in Duisburg.

## Ligensystem im WBV
| Ligensystem im Herren-Bereich | Ligensystem im Herren-Bereich | Ligensystem im Herren-Bereich | Ligensystem im Herren-Bereich | Ligensystem im Herren-Bereich | Ligensystem im Herren-Bereich | Ligensystem im Herren-Bereich | Ligensystem im Herren-Bereich | Ligensystem im Herren-Bereich |
| ----------------------------- | ----------------------------- | ----------------------------- | ----------------------------- | ----------------------------- | ----------------------------- | ----------------------------- | ----------------------------- | ----------------------------- |
| Regionalliga                  | 1. Regionalliga               | 1. Regionalliga               | 1. Regionalliga               | 1. Regionalliga               | 1. Regionalliga               | 1. Regionalliga               | 1. Regionalliga               | 1. Regionalliga               |
| Regionalliga                  | 2. Regionalliga 1             | 2. Regionalliga 1             | 2. Regionalliga 1             | 2. Regionalliga 1             | 2. Regionalliga 2             | 2. Regionalliga 2             | 2. Regionalliga 2             | 2. Regionalliga 2             |
| Oberliga                      | OL 1                          | OL 1                          | OL 2                          | OL 2                          | OL 3                          | OL 3                          | OL 4                          | OL 4                          |
| Landesliga                    | 1                             | 2                             | 3                             | 4                             | 5                             | 6                             | 7                             | 8                             |
| Bezirksliga                   | 1                             | 3                             | 5                             | 7                             | 9                             | 11                            | 13                            | 15                            |
| Bezirksliga                   | 2                             | 4                             | 6                             | 8                             | 10                            | 12                            | 14                            | 16                            |

### Senioren
Bei den Herren ist die oberste Spielklasse die 1. Regionalliga, absteigend gefolgt von regional eingeteilten zwei 2. Regionalligen, vier Oberligen, acht Landesligen und sechzehn Bezirksligen. Im Damenbereich des WBV besteht das Ligensystem aus einer Regionalliga, zwei Oberligen, sechs Landesligen und mehreren Bezirksligen. Letztere werden je nach Anzahl der Meldungen gebildet. Unterhalb des WBV-Spielbetriebs gibt es im Männerbereich noch Kreisligen. Nach einer Reform entfallen diese für die Frauen, stattdessen spielen alle Teams unterhalb der Landesliga in Bezirksligen.

### Jugend
Im Jugendbereich gibt es für die Altersklassen U10 bis U18 Jugendregionalligen-, -oberligen und -landesligen, wobei die Anzahl je nach Altersklasse variiert. In den Altersklassen U12 und U14 gibt es des Weiteren „offene“ Ligen, in denen Mädchen und Jungen in gemischten Teams spielen können. Im Jugendbereich entwickelt der WBV-Jugendausschuss in Zusammenarbeit mit den Vereinen den Spielbetrieb weiter. Daher unterliegt das Spielsystem im Bereich der Jugend immer wieder Änderungen (z. B. Einführung eines Spielbetriebs in der U10, Einrichtung einer 2. Regionalliga in weiblichen Altersklassen).
Unterhalb der Jugendligen gibt es auch Kreisligen. Dabei gibt es nicht in allen Kreisen jede Altersklasse, teilweise werden Altersklassen zusammengelegt oder Nachbarkreise bilden Kooperationen.

### Aufstiegs- und Abstiegsregelungen
Während im Seniorenbereich die Ligenzugehörigkeit wie in anderen Ligasystemen üblich anhand der Tabellenplatzierung der Vorsaison ermittelt werden (der Tabellenführer steigt auf, die beiden oder mehreren Letztplatzierten steigen ab), wird bei den Jugendligen die Ligazugehörigkeit durch einen Berechnungsschlüssel (Grundlage sind die Ergebnisse der Mannschaft in den letzten zwei Spielzeiten) und optionalen Qualifikationsspielen ermittelt.

## Gliederung
Der WBV ist in die folgenden 22 Basketballkreise unterteilt, welche in Eigenregie für den Spielbetrieb der Kreisligen zuständig sind.
| Regierungsbezirk Köln - Kreis Aachen - Kreis Erft - Kreis Bonn - Kreis Köln - Rheinisch-Bergischer Kreis Regierungsbezirk Düsseldorf: - Kreis Düsseldorf/Neuss - Kreis Niers - Kreis Niederrhein - Kreis Essen - Kreis Mettmann - Kreis Wuppertal | Regierungsbezirk Arnsberg: - Kreis Bochum - Kreis Dortmund - Kreis Unna/Soest - Kreis Ennepe-Ruhr - Kreis Hagen - Märkischer Kreis - Kreis Südwestfalen Regierungsbezirk Münster: - Kreis Münster - Kreis Emscher-Lippe Regierungsbezirk Detmold: - Kreis Ostwestfalen - Kreis Paderborn |